# Johann Döbereiner
Johann Wolfgang Döbereiner (13 december 1780  te Hof, – 24 maart 1849 te Jena) was een Duitse scheikundige.
Döbereiner werd geboren als zoon van een koetsier. Er was geen geld om hem te laten studeren, daarom werd hij apothekersleerling. Hij las veel en woonde lezingen bij. Vanaf 1810 was hij professor aan de universiteit van Jena. Hij werd bekend toen hij in 1829 ontdekte dat men sommige scheikundige elementen in groepen van drie kan indelen. Hij geldt als voorloper in het ontdekkingsproces van het periodiek systeem der elementen.
Verder werkte hij aan het gebruik van platina als katalysator en vond hij een aansteker uit, de zogeheten Döbereiners lamp, die wordt ontstoken door de reactie van waterstof op een spons van platina.